# Большое Исаково
Большо́е Иса́ково (до 1946 года — Лаут, нем. Lauth) — посёлок в Гурьевском городском округе Калининградской области Российской Федерации. Административный центр Большеисаковского сельского поселения. 

## География
Находится в 5 км от Калининграда и в 10 км от Гурьевска. Рядом с посёлком находится пруд Чистый, называемым также Исаковским озером, образованный рекой Гурьевкой. В нескольких сотнях метрах к северо-западу расположен посёлок с парным названием Малое Исаково.

## История
Археологические раскопки, проводившееся в районе Исаково свидетельствуют, что здесь во 2-4 веках находилось прусское поселение. Покоривший пруссов Тевтонский орден построил на этом месте хутор и мельницу, для чего была запружена река Mühlen Fluss (река Мельничная) ныне Гурьевка. Возникший пруд получил название Лаутский мельничный пруд (Lauther Mühlen-Teich). До 1945 года Лаут входил в состав Пруссии, затем Германии.
В октябре 1525 года герцог Альбрехт привёл войско на поле близ деревни Лаут и подавил восстание крестьян.
В августе 1834 года близ Лаута и Пальмбурга (ныне посёлок Прибрежное Гурьевского городского округа) проходили большие манёвры, на которых присутствовали прусский король Фридрих Вильгельм III с сыновьями и русский генерал-фельдмаршал Иван Фёдорович Паскевич.
В середине XIX века возле Лаута появились два форта, входящих в оборонительную систему Кёнигсберга. Форт № 1, находившийся к югу от поселка получил название «Штайн». На север от Ляута находился форт № 1а «Гребен», названный по имени участника войн с Наполеоном Карла фон Гребена, генерала, состоявшего адъютантом при прусском короле Фридрихе Вильгельме IV.
В 1898 году была построена школа. В 1904 году к мельнице пристроили маленькую гидроэлектростанцию. В Лауте находилось отделение Хабербергской баптистской общины Кёнигсберга.
1 апреля 1939 года Лаут был включен в состав Кёнигсберга, в посёлке в это время проживало 1827 жителей.
Во время Второй мировой войны в апреле 1945 года Лаут был взят частями 3-го Белорусского фронта. От боевых действий пострадал незначительно. После войны по решению Потсдамской конференции передан СССР.
До 1946 года носил название Лаут. Переименован в посёлок Исаково, в честь мученически погибшего в 1945 году младшего сержанта Виктора Семёновича Исакова, там же похороненного в братской могиле. Был разделён на Большое Исаково и Малое Исаково. Первое время посёлок входил в состав Калининградского района с центром в поселке Нивенское.
С 9 февраля 1953 года по 1 февраля 1960 года Исаково было центром Гурьевского района, созданного в сентябре 1946 года.
В 70-х годах значительную часть поселка отвели нефтяникам и геологам, которые начали в Гурьевском районе разработку нефтяных месторождений. На месте мельницы Лаут был построен мотель «Балтика».
В 2008 году после административной реформы Большое Исаково стало центром Большеисаковского сельского поселения.

## Население
| 1820 | 1910 | 1933  | 1939  | 2002  | 2010  | 2021  |
| ---- | ---- | ----- | ----- | ----- | ----- | ----- |
| 310  | ↗864 | ↗1827 | →1827 | ↗2499 | ↗3187 | ↗6877 |

По справочнику 1785 года селение Лаут помечено как «королевское имение с 20-ю дворами». По справочнику 1820 года в Лауте насчитывалось 29 дворов и 310 жителей.

## Социальная сфера
В посёлке находится Дом Культуры, средняя школа, школа-интернат, детский сад и пансионат для пожилых людей. С 2015 года в поселке ведётся активная застройка. Построены несколько крупных жилых комплексов, таких как Лаутский парк и Город мастеров. Также в Большом Исаково расположена "школа будущего", одна из лучших школ Калининградской области. Из наиболее известных мест отдыха пруд Чистый. По мере разрастания микрорайона Восточный города Калининграда, Большое Исаково вплотную приблизилось к городу Каининграду.

## Транспорт
Из Калининграда ходят автобусы 29, 150, 155, 159.

## Достопримечательности
- Братская могила 21 советского воина, погибших в январе 1945 года.

## Происшествия
В ноябре 2006 года дождями размыло дамбу на реке Гурьевка и вода из Чистого пруда начала стремительно убывать, при этом обнажилась труба Калининградского водопровода.